# Fannie Hurst

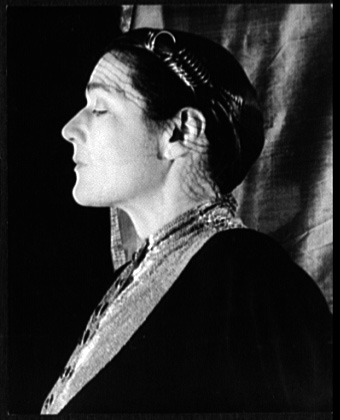
Carl van Vechten: Fannie Hurst, 1932

Fannie Hurst (* 19. Oktober 1889 in Hamilton, Ohio; † 23. Februar 1968 in New York City) war eine US-amerikanische Schriftstellerin und Journalistin zu Beginn des 20. Jahrhunderts. Bekannt wurde sie durch eine große Anzahl von Romanen und Kurzgeschichten, von denen einige mit großem Erfolg verfilmt wurden. Zu ihren berühmtesten Werken zählen Back Street, Imitation of Life und Humoresque.

## Leben
Fannie Hurst wuchs in St. Louis als zweites Kind einer deutsch-jüdischen Einwanderer-Familie auf. Ihre ältere Schwester starb bei einem Unfall. Ihr Vater, Samuel Hurst, war in den 1860er Jahren nach Amerika ausgewandert und ein erfolgreicher Schuh-Hersteller geworden. Ihre Mutter, Rose Koppel, wuchs auf einer Farm in Ohio auf.

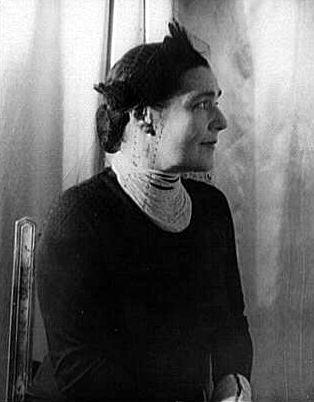
Carl van Vechten: Fannie Hurst, 1938

Die Erziehung Fannies wurde von den Eltern streng überwacht. Sie galt als frühreif und ausgesprochen intelligent. In der High School begann sie zu schreiben und reichte ihre Geschichten bei den nationalen Zeitungen ein, unter anderem bei der The Saturday Evening Post und bei Reedy's Mirror. Im Jahre 1909 promovierte Hurst an der Washington University in St. Louis und im Jahr darauf feierte sie ihren ersten literarischen Erfolg mit der Veröffentlichung der Geschichte It’s not Wonderful Life. Gegen den Willen ihrer Eltern ging sie nach New York City, um an der Columbia University zu studieren. Ohne finanzielle Unterstützung von ihren Eltern arbeitete Hurst als Kindermädchen, Kellnerin und verkaufte kleinere Geschichten an verschiedene Magazine. Im Jahr 1915 heiratete sie heimlich den russischen Pianisten Jacque Danielson (1885–1952), die Ehe wurde erst um 1920 öffentlich bekannt. In den 1930er Jahren unterhielt sie eine langjährige Affäre mit dem kanadischen Polarforscher Vilhjálmur Stefánsson.
Hurst gehörte zu den ersten Mitgliedern der von Ruth Hale gegründeten Frauenorganisation Lucy Stone League, deren Ziel es unter anderem war, dass Frauen nach der Heirat ihren Geburtsnamen behalten können. Unter den Mitbegründerinnen waren unter anderem Jane Grant, Ehefrau von Harold Ross, und Beatrice Kaufman, Ehefrau des Dramatikers George Simon Kaufman. Weitere Mitglieder waren Neysa McMein, Janet Flanner, Franklin Pierce Adams, Solita Solano, Anita Loos und Blanche Oelrichs. In den folgenden Jahren engagierte sie sich zusammen mit ihrer Freundin Eleanor Roosevelt in mehreren sozialen Organisationen, darunter in der National Urban League, National Advisory Committee, Works Progress Administration und in der Weltgesundheitsorganisation (englisch World Health Organization, WHO).
Fannie Hurst starb 78-jährig nach kurzer Krankheit in ihrer Wohnung im Hotel des Artistes in New York City. Nach Bekanntwerden ihres Todes veröffentlichte die New York Times einen Nachruf auf ihrer ersten Seite. Hurst schrieb zwischen 1909 und 1968 achtzehn Romane und mehr als 300 Kurzgeschichten, aber auch Theaterstücke, Drehbücher, Memoiren, Essays und Zeitungsartikel. Ihre Bücher wurden in achtzehn Sprachen übersetzt, und zwischen 1918 und 1961 wurden ihre Geschichten und Romane zur literarischen Vorlage von fast 30 Filmen.
Imitation of Life wurde 1934 erstmals mit Claudette Colbert unter dem Titel Frauen am Scheidewege und erneut 1959 unter dem gleichen Titel mit Lana Turner in der Hauptrolle verfilmt. Weitere Adaptionen erfolgten zum Beispiel von Back Street (1932, 1941, 1961),  Four Daughters (1938) Five and Ten (1931) sowie von Humoreske (1920, 1946).

## Werke (Auswahl)
| - 1914 Just around the Corner - 1916 Every Soul Hath Its Song - 1918 Gaslight Sonatas - 1919 Humoresque - 1921 Star-dust: The Story of an American Girl - 1922 The Vertical City - 1923 Lummox - 1926 Appassionata - 1926 Mannequin (dt. Mannequin. Roman, Wien und Zürich 1927) - 1927 Song of Life - 1928 A President Is Born - 1929 Five and Ten - 1929 Procession - 1931 Back Street - 1933 Imitation of Life - 1934 Anitra’s Dance - 1935 No Food with My Meals | - 1936 Great Laughter - 1937 We Are Ten - 1939 Today Is Ladies' Day - 1942 Lonely Parade - 1942 White Christmas - 1944 Hallelujah - 1947 The Hands of Veronica - 1950 Anywoman (dt. Eine Frau wie du. Roman, Bern 1951) - 1950 Four Daughters - 1951 The Name Is Mary - 1953 The Man with One Head - 1958 Anatomy of Me: a Wonderer in Search of Herself (Autobiografie) - 1960 Family! - 1961 God Must Be Sad - 1964 Fool, Be Still |

## Verfilmungen (Auswahl)
- 1930: Der Tolpatsch (Lummox) – Regie: Herbert Brenon
- 1932: Seitenwege des Lebens (Back Street) – Regie: John M. Stahl
- 1934: Frauen am Scheidewege (Imitation of Life) – Regie: John M. Stahl
- 1938: Vater dirigiert (Four Daughters) – Regie: Michael Curtiz
- 1941: Seitenstraße (Back Street) – Regie: Robert Stevenson
- 1946: Humoreske (Humoresque) – Regie: Jean Negulesco
- 1955: Man soll nicht mit der Liebe spielen (Young at Heart) – Regie: Gordon Douglas
- 1958: Solange es Menschen gibt (Imitation of Life) – Regie: Douglas Sirk
- 1960: Endstation Paris (Back Street) – Regie: David Miller